# Канали витоку інформації
Канали витоку інформації — методи та шляхи витоку інформації з інформаційної системи; паразитний (небажаний) ланцюжок носіїв інформації, один або кілька з яких є (можуть бути) правопорушником або його спеціальною апаратурою.
Відіграють основну роль у захисті інформації, як фактор інформаційної безпеки.

## Класифікація
Всі канали витоку даних можна розділити на непрямі і прямі. Непрямі канали не вимагають безпосереднього доступу до технічних засобів інформаційної системи. Прямі відповідно вимагають доступу до апаратного забезпечення і даних інформаційної системи.
Приклади непрямих каналів витоку:
- Крадіжка або втрата носіїв інформації, дослідження не знищеного сміття;

- Дистанційне фотографування, прослуховування;

- Перехоплення електромагнітних випромінювань.

Приклади прямих каналів витоку:
- Інсайдери (людський фактор). Витік інформації внаслідок недотримання комерційної таємниці;

- Пряме копіювання.

Канали витоку інформації можна також розділити за фізичними властивостями і принципам функціонування:
- акустичні — запис звуку, підслуховування і прослуховування;

- акустоелектричні — отримання інформації через звукові хвилі з подальшою передачею її через мережі електроживлення;

- віброакустичні — сигнали, що виникають за допомогою перетворення інформативного акустичного сигналу при впливі його на будівельні конструкції і інженерно-технічні комунікації приміщень, які захищаються;

- оптичні — візуальні методи, фотографування, відеозйомка, спостереження;

- електромагнітні — копіювання полів шляхом зняття індуктивних наводок;

- радіовипромінювання або електричні сигнали від впроваджених в технічні засоби і приміщення спеціальних електронних пристроїв знімання мовної інформації «закладних пристроїв», які модульовані інформативним сигналом;

- матеріальні — інформація на папері або інших фізичних носіях інформації

Залежно від виду каналів зв'язку технічні канали перехоплення інформації можна розділити на:
- Перехоплення інформації, переданої по каналах радіо, радіорелейного зв'язку

- - Електромагнітний. Модульовані інформаційним сигналом високочастотні електромагнітні випромінювання передавачів засобів зв'язку можуть перехоплюватися портативними засобами радіорозвідки і при необхідності передаватися в центр обробки для їх розкодування. Такий канал перехоплення інформації широко використовується для прослуховування телефонних розмов.

- Знімання інформації, переданої по кабельних лініях зв'язку. Канал перехоплення інформації, що передається по кабельних лініях зв'язку, передбачає контактне підключення апаратури розвідки до кабельних лініях зв'язку.

- - Електричний. Часто використовується для перехоплення телефонних розмов. При цьому перехоплюється інформація, що може безпосередньо записуватися на диктофон або передаватися по радіоканалу в пункт прийому для її запису і аналізу. Пристрої, що підключаються до телефонних ліній зв'язку та які комплексуються з пристроями передачі інформації по радіоканалу, часто називають телефонними закладками.

- - Індукційний — канал перехоплення інформації, що не вимагає контактного підключення до каналів зв'язку. При проходженні по кабелю інформаційних електричних сигналів навколо кабелю утворюється електромагнітне поле. Ці електричні сигнали перехоплюються спеціальними індукційними датчиками. Індукційні датчики використовуються в основному для знімання інформації з симетричних високочастотних кабелів. Сигнали з датчиків посилюються, здійснюється частотне розділення каналів, і інформація, що передається по окремих каналах, записується на магнітофон, а високочастотний сигнал записується на спеціальний магнітофон.

Технічні канали витоку інформації можна розділити на природні і спеціально створені.
     Природні канали витоку інформації виникають при обробці інформації технічними засобами (електромагнітні канали витоку інформації) за рахунок побічних електромагнітних випромінювань, а також внаслідок наведень інформаційних сигналів в лініях електроживлення технічного засобу обробки інформації, сполучних лініях допоміжних технічних засобів і систем (ДТЗС) та сторонніх провідниках (електричні канали витоку інформації). До спеціально створюваних каналах витоку інформації відносяться канали, створювані шляхом впровадження в технічний засіб обробки інформації електронних пристроїв перехоплення інформації (закладних пристроїв) і шляхом високочастотного опромінення технічного засобу обробки інформації.

## Технічні канали витоку інформації

### Акустичний канал
Акустична інформація — інформація, носієм якої є акустичний сигнал.
Акустичний сигнал — опір пружного середовища, який виявляється у виникненні акустичних коливань різної форми і тривалості.
Розрізняють первинні і вторинні акустичні сигнали. До первинних належать: сигнали, створювані музичними інструментами, співом, промовою; шумові сигнали, створювані для супроводу різних музичних і мовних художніх передач (шум поїзда, тріск коника і т. ін.). До вторинних акустичних сигналів відносяться сигнали, що відтворюються електроакустичними пристроями, т. д. Первинні сигнали, що пройшли по електроакустичним трактах зв'язку і мовлення та відповідно видозмінені за своїми параметрами.
Залежно від форми акустичних коливань розрізняють прості (тональні) і складні сигнали. Тональний — це сигнал, що викликається коливанням, який створюється за синусоїдальним законом. Складний сигнал включає цілий спектр гармонійних складових.
| Види технічних каналів витоку акустичної інформації | |
| Повітряні                                           | Перехват сигналів мікрофонами |
| Повітряні                                           | У повітряних технічних каналах витоку інформації середовищем поширення акустичних сигналів є повітря, і для їх перехоплення використовуються мініатюрні високочутливі мікрофони і спеціальні спрямовані мікрофони. |
| Електроакустичні                                    | Перехват коливань через ДТЗС (допоміжні технічні засоби і системи) |
| Електроакустичні                                    | Електроакустичні технічні канали витоку інформації виникають за рахунок електроакустичних перетворень акустичних сигналів в електричні і включають перехоплення акустичних коливань через ДТЗС |
| Вібраційні                                          | Перехват сигналів електронними стетоскопами |
| Вібраційні                                          | У вібраційних (структурних) технічних каналах витоку інформації середовищем поширення акустичних сигналів є конструкції будівель, споруд (стіни, стелі, підлоги), труби водопостачання, опалення, каналізації та інші тверді тіла. Для перехоплення акустичних коливань в цьому випадку використовуються контактні мікрофони (стетоскопи). |
| Параметричні                                        | Перехват сигналів шляхом прийому і детектування побічних електромагнітних імпульсів (на частотах генератора високої частоти), ТЗПІ (Технічні засоби прийому інформації) і ДТЗС |
| Параметричні                                        | В результаті впливу акустичного поля змінюється тиск на всі елементи високочастотних генераторів ТЗПІ і ДТЗС. При цьому змінюється (незначно) взаємне розташування елементів схем, проводів в котушках індуктивності, дроселів і т. ін., що може привести до змін параметрів високочастотного сигналу, наприклад, до модуляції його інформаційним сигналом. Тому цей канал витоку інформації називається параметричним. Це обумовлено тим, що незначна зміна взаємного розташування, наприклад, дротів в котушках індуктивності (межвиткової відстані) призводить до зміни їх індуктивності, а, отже, до зміни частоти випромінювання генератора, тобто до частотної модуляції сигналу. Або вплив акустичного поля на конденсатори призводить до зміни відстані між пластинами і, отже, до зміни його ємності, що, в свою чергу, також призводить до частотної модуляції високочастотного сигналу генератора. |
| Оптико-електронні (лазерний)                        | Перехоплення сигналів шляхом лазерного зондування шибок |
| Оптико-електронні (лазерний)                        | Оптико-електронний (лазерний) канал витоку акустичної інформації утворюється при опроміненні лазерним променем вібруючих в акустичному полі тонких відображаючих поверхонь (скла вікон, картин, дзеркал і т. д.). Відбите лазерне випромінювання (дифузне або дзеркальне) модулюється по амплітуді і фазі (згідно із законом вібрації поверхні) і приймається приймачем оптичного (лазерного) випромінювання, при демодуляції якого виділяється мовна інформація. Причому лазер і приймач оптичного випромінювання можуть бути встановлені в одному або різних місцях (приміщеннях). |

Акустичний канал витоку інформації реалізується в наступному: 
- підслуховування розмов на відкритій місцевості і в приміщеннях, перебуваючи поруч або використовуючи спрямовані мікрофони (бувають параболічні, трубчасті або плоскі). Спрямованість 2-5 градусів, середня дальність дії найбільш поширених — трубчастих становить близько 100 метрів. При хороших кліматичних умовах на відкритій місцевості параболічний спрямований мікрофон може працювати на відстань до 1 км;

- негласній запис розмов на диктофон або магнітофон (в тому числі цифрові диктофони, що активізуються голосом);

- підслуховування розмов з використанням виносних мікрофонів (дальність дії радіомікрофонів 50-200 метрів без ретрансляторів).

Мікрофони, які використовуються в радіозакладках, можуть бути вбудованими або виносними і мають два типи: акустичні (чутливі в основному до дії звукових коливань повітря і призначені для перехоплення мовних повідомлень) і вібраційні (перетворюють в електричні сигнали коливання, що виникають в різноманітних жорстких конструкціях).

### Канал акустичної потужності
Акустоелектричний канал витоку інформації, особливостями якого є:
- зручність застосування (електромережа є скрізь);

- відсутність проблем з живленням у мікрофона;

- можливість знімання інформації з живильної мережі не підключаючись до неї (використовуючи електромагнітне випромінювання мережі електроживлення). Прийом інформації від таких «жучків» здійснюється спеціальними приймачами, що підключаються до силової мережі в радіусі до 300 метрів від «жучка» по довжині проводки або до силового трансформатора, що обслуговує будинок або комплекс будівель;

- можливі перешкоди на побутових приладах при використанні електромережі для передачі інформації, а також погана якість сигналу, що передається при великій кількості роботи побутових приладів.

Запобігання витоку інформації:

Трансформатор — приклад гальванічної розв'язки.

- гальванічна розв'язка є перешкодою для подальшої передачі інформації по мережі електроживлення;

### Віброакустичний канал (телефонний)
Телефонний канал витоку інформації для підслуховування телефонних переговорів (в рамках промислового шпигунства) можливий:
- гальваничний зйом телефонних переговорів (шляхом контактного підключення підслуховуючих пристроїв в будь-якому місці абонентської телефонної мережі). Визначається шляхом погіршення чутності і появи перешкод, а також за допомогою спеціальної апаратури;

- телефонно-локаційних спосіб (шляхом високочастотного нав'язування). По телефонній лінії подається високочастотний сигнал, який впливає на нелінійні елементи телефонного апарата (діоди, транзистори, мікросхеми) на які також впливає акустичний сигнал. В результаті в телефонній лінії формується високочастотний модульований сигнал. Виявити підслуховування можливо за наявністю високочастотного сигналу в телефонній лінії. Однак дальність дії такої системи через загасання ВЧ сигналу в двухпровідній лінії не перевищує ста метрів. Можлива протидія: придушення в телефонній лінії високочастотного сигналу;

- індуктивний і ємнісний спосіб негласного знімання телефонних переговорів (безконтактне підключення).

Індуктивний спосіб — за рахунок електромагнітної індукції, що виникає в процесі телефонних переговорів уздовж дроту телефонної лінії. В якості приймального пристрою знімання інформації використовується трансформатор, первинна обмотка якого охоплює один або два дроти телефонної лінії.
Ємнісний спосіб — за рахунок формування на обкладках конденсатора електростатичного поля, що змінюється відповідно до зміни рівня телефонних переговорів. В якості приймального пристрою телефонних переговорів використовується ємнісний датчик, виконаний у вигляді двох пластин, щільно прилеглих до дротів телефонної лінії.
Підслуховування розмов в приміщенні з використанням телефонних апаратів можливо наступними способами:
- низькочастотний і високочастотний спосіб знімання акустичних сигналів і телефонних переговорів. Даний спосіб заснований на підключенні до телефонної лінії підслуховуючих пристроїв, які перетворені мікрофоном звукові сигнали передають по телефонній лінії на високій або низькій частоті. Дозволяють прослуховувати розмову як при піднятою, так і при опущеною телефонній трубці. Захист здійснюється шляхом відсікання в телефонній лінії високочастотної і низькочастотної складової;

- використання телефонних дистанційних підслуховуючих пристроїв. Даний спосіб ґрунтується на установці дистанційного пристрою для підслуховування в елементах абонентської телефонної мережі шляхом паралельного підключення його до телефонної лінії і дистанційним включенням. Пристрій має дві властивості, за якими можна його визначити: в момент підслуховування телефонний апарат абонента вимкнений від телефонної лінії, а також при встановленій телефонній трубці і включеному підслуховуючому пристрої напруга живлення телефонної лінії становить менше 20 Вольт, в той час як вона повинна складати 60.

### Оптичний канал
В оптичному каналі отримання інформації можливо шляхом:
- візуального спостереження,

- фото-відеозйомки,

- використання видимого і інфрачервоного діапазонів для передачі інформації від приховано встановлених мікрофонів та інших датчиків.

Як середовище поширення в оптичному каналі витоку інформації виступають:
- безповітряний простір;

- атмосфера;

- оптичні світловоди.

Безповітряний простір, що є середовищем поширення витоку інформації, виникає при спостереженні за наземними об'єктами з космічних апаратів. До властивостей середовища поширення, що впливають на довжину каналу витоку, відносяться:
- характеристики прозорості середовища поширення;

- спектральні характеристики світла.

Типові варіанти оптичних каналів витоку інформації наведені в таблиці.
| Ціль спостереження | Середовище поширення | Оптичний приймач            |
| ------------------ | -------------------- | --------------------------- |
| Особа в приміщені  | Повітря              | Очі людини + бінокль        |
| У дворі, на вулиці | Повітря + скло       | Фото-, теле-, кіноапаратура |

## Технічні засоби промислового шпигунства
- засоби акустичного контролю;

- апаратура для знімання інформації з вікон;

- спеціальна звукозаписуюча апаратура;

- мікрофони різного призначення і виконання;

- електромережеві підслуховуючі пристрої;

- прилади для знімання інформації з телефонної лінії зв'язку і стільникових телефонів;

- спеціальні системи спостереження і передачі відеозображень;

- спеціальні фотоапарати;

- прилади спостереження в денний час і прилади нічного бачення;

- спеціальні засоби радіоперехоплення і прийому побічного електромагнітного випромінювання і наведення;

Технічні засоби знімання інформації можуть бути впроваджені «противником» наступними способами:
- установка засобів знімання інформації в захисні конструкції приміщень під час будівельних, ремонтних і реконструкційних робіт;

- установка засобів знімання інформації в предмети меблів, інші предмети інтер'єру та побуту, різні технічні засоби як загального призначення, так і призначені для обробки інформації;

- установка засобів знімання інформації в предмети побуту, які вручаються в якості подарунків, а згодом можуть використовуватися для оформлення інтер'єру службових приміщень;

- установка засобів знімання інформації в ході профілактики інженерних мереж і систем. При цьому в якості виконавця можуть бути використані навіть співробітники ремонтних служб.

## Способи захисту інформації

### Правові
Захист інформації від витоку по технічним каналам здійснюється на основі конституцій і законів, а також захист забезпечується наявністю авторських свідоцтв, патентів, товарних знаків.
В Україні існує стандарт, який встановлює класифікацію і перелік факторів, що впливають на конфіденційну інформацію, в інтересах обґрунтування вимог захисту інформації на об'єкті інформатизації. Цей стандарт поширюється на вимоги щодо організації захисту інформації при створенні та експлуатації об'єктів інформатизації, які використовуються в різних галузях діяльності (оборони, економіки, науки та інших областях).

### Організаційні
Забезпечується сукупністю положень про Службу безпеки і планами роботи цієї служби. Плани заходів служби безпеки охоплюють широке коло питань, зокрема: а) на ранній стадії при проектуванні приміщень і будівництві Служба безпеки розглядає наступні питання: виділення приміщень для нарад і переговорів (в такому приміщенні робиться спеціальні перекриття і канали повітряної вентиляції, окремі кімнати екранують і так далі); зручність контролю приміщень, людей, транспорту; створення виробничих зон за типом конфіденційності робіт з самостійним додатковим допуском;
б) служба безпеки бере участь в підборі персоналу з перевіркою їх якостей на підставі особистих бесід (вивчення трудової книжки, отримання інформації з інших місць роботи; потім приймається на роботу ознайомлюється з правилами роботи з конфіденційною інформацією і порядком відповідальності);
в) служба безпеки готує положення і здійснює: організацію пропускного режиму; організацію охорони приміщень і територій; організацію зберігання і використання документів, порядок обліку, зберігання, знищення документів, планові перевірки.

### Інженерно-технічні
Захист включає в себе: апаратні засоби захисту; програмні засоби захисту — це використання спеціальних програм в системах, засобах і мережах обробки даних; математичні методи захисту — застосування математичних і криптографічних методів з метою захисту конфіденційної інформації (без знання ключа неможливо дізнатися і розшифрувати вкрадену інформацію).